# Frans van Gool
Frans Jan van Gool (Antwerpen, 3 mei 1922 – Amsterdam, 25 oktober 2015) was een Nederlands architect bekend van onder meer de Lijnbaan in Rotterdam, het Plan van Gool en de kantoorgebouwen 'Peper en Zout' in Amsterdam.

## Leven en werk
Van Gool werd geboren in Antwerpen, maar nadat zijn vader het gezin had verlaten verhuisden Van Gool en zijn moeder rond 1926 naar Rotterdam. Hij doorliep er de mts en volgde later een cursus voortgezette bouwkunst. Hij kreeg een aanstelling bij het vooraanstaande bureau Van den Broek en Bakema. Daar was hij als projectarchitect nauw betrokken bij het ontwerp van de Rotterdamse Lijnbaan, het eerste geplande winkelcentrum van Nederland. De moderne architectuur en de autovrije winkelstraat waren een sensatie. Bij Van den Broek en Bakema ontwierp Van Gool ook diverse woningen in Nagele in de Noordoostpolder.
Van Gool stapte na enkele jaren over naar de Gemeentelijke Woningdienst Amsterdam. Daar was hij betrokken bij allerlei woningbouwprojecten in het kader van het Algemeen Uitbreidingsplan (AUP) van Cornelis van Eesteren. Ontwerpen van Van Gool verrezen in de Westelijke Tuinsteden, Amsterdam-Noord en de Watergraafsmeer. In Slotervaart werden de zogenaamde 'Zaagtandwoningen' gebouwd en in Osdorp 800 galerijwoningen nabij de Notweg.
In 1957 begon Van Gool samen met Nol Oyevaar en Hein Stolle een eigen bureau. Bekend uit die tijd is Van Gools ontwerp voor 1.100 etagewoningen in Buikslotermeer in Amsterdam-Noord. In dit woningcomplex, het Plan van Gool genoemd, is zijn opvatting terug te zien dat het verschil tussen binnen en buiten zeer duidelijk moet zijn. Geen geleidelijke overgang dus van publieke naar private ruimtes.
Van Gool ontwierp ook veel kantoorgebouwen. Veruit de bekendste en meest omstreden zijn de twee vrijstaande kantoortorentjes (1979) aan de Weteringschans in Amsterdam, tegenover het Rijksmuseum. De strak vormgegeven gebouwen contrasteerden sterk met het museum en de 19e-eeuwse villa's die eerst op de plek stonden. Het duokantoor werd bekend als 'Peper en Zout'.
Na zijn pensionering werd Van Gool in 1986 benoemd tot rijksbouwmeester. Lang hield hij die functie niet vol: ziekte en strubbelingen met de ambtelijke aard van het werk leidden in 1988 tot zijn terugtreden. Zijn belangrijkste werk uit die tijd is het hoofdkantoor van de PTT in het centrum van Groningen (opgeleverd in 1990).
Frans Jan van Gool overleed in 2015 op 93-jarige leeftijd.

## Fotogalerij

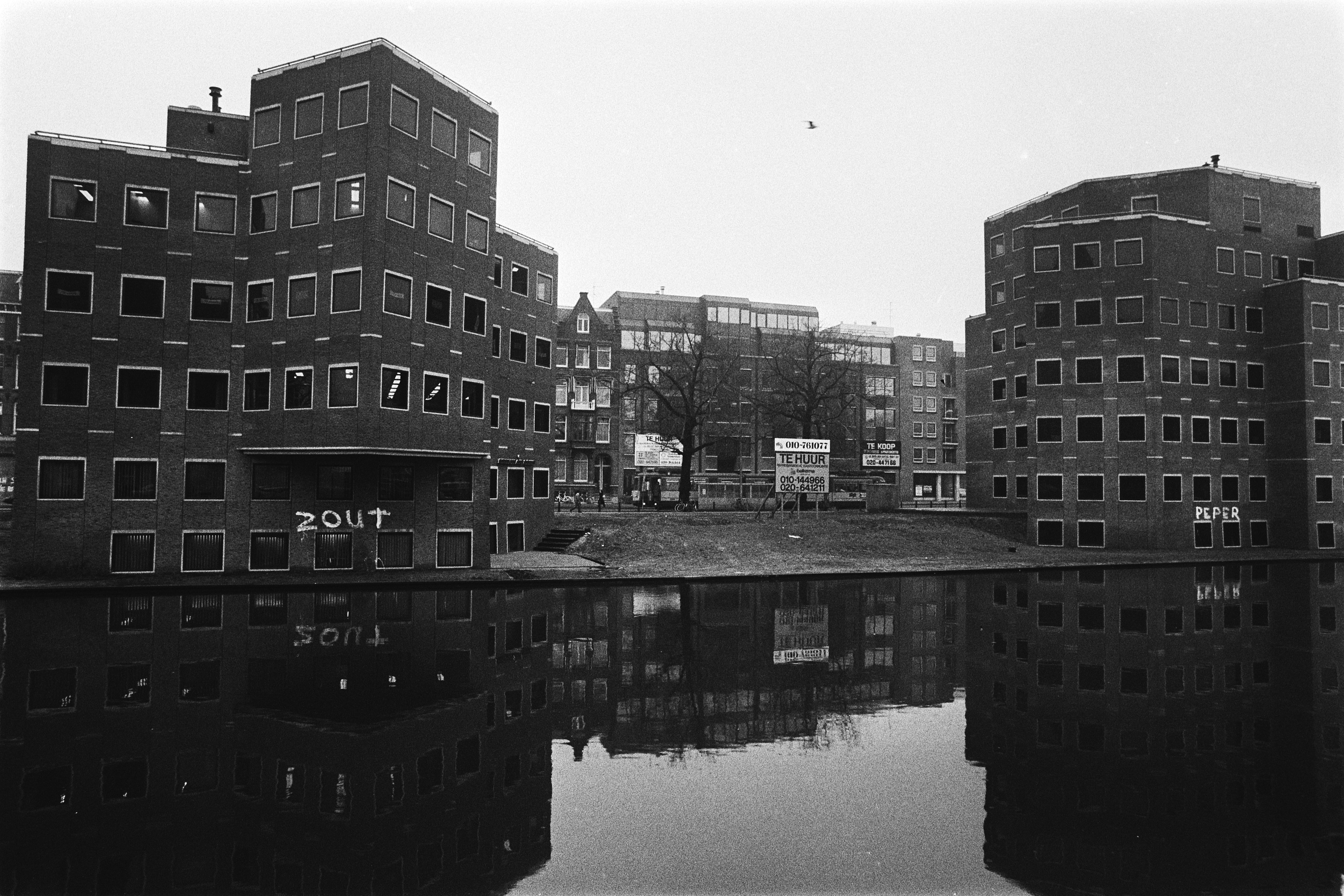
Kantoorgebouwen 'Peper en Zout' in Amsterdam
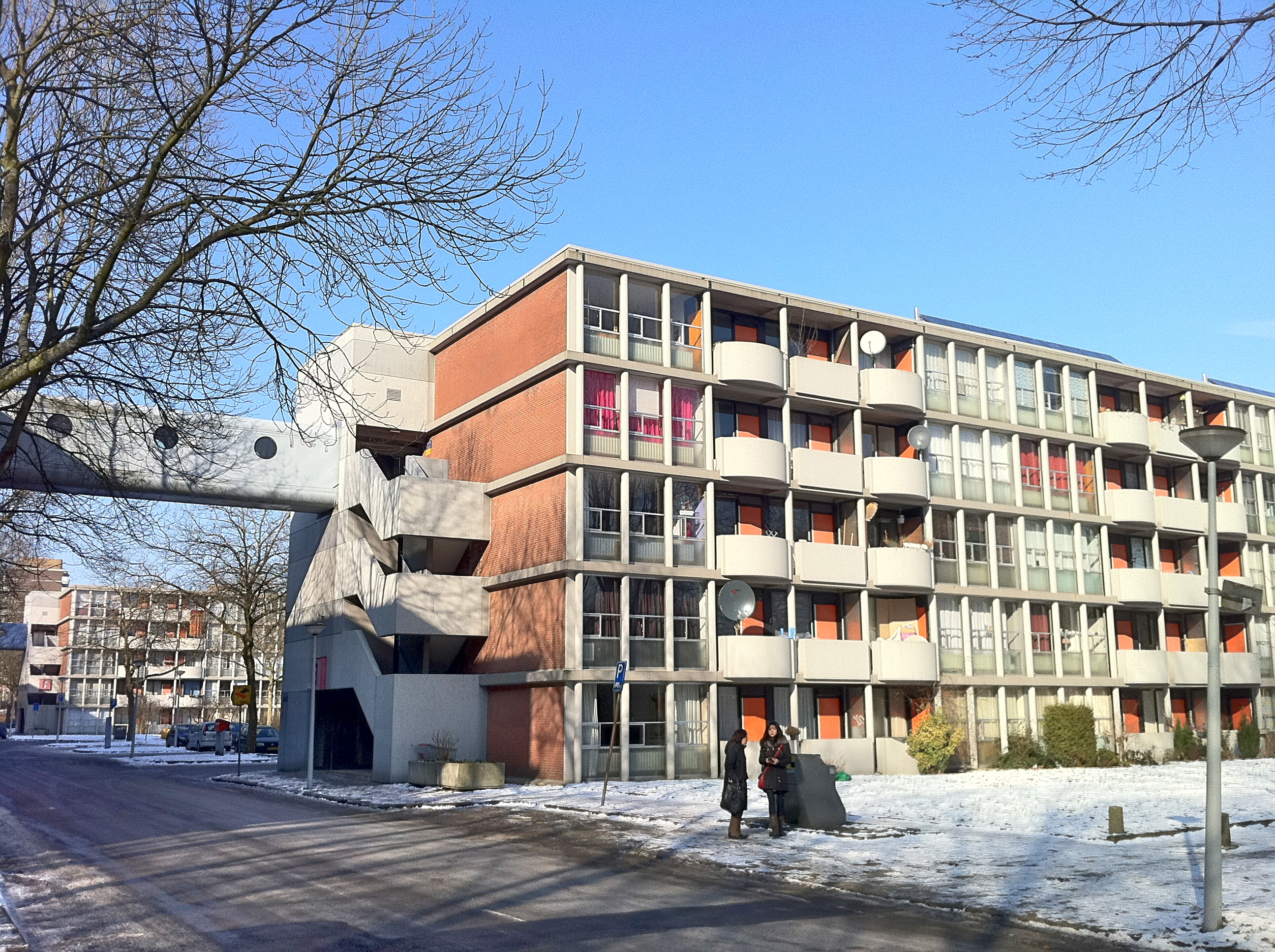
Het Breed (Plan van Gool) in Amsterdam-Noord
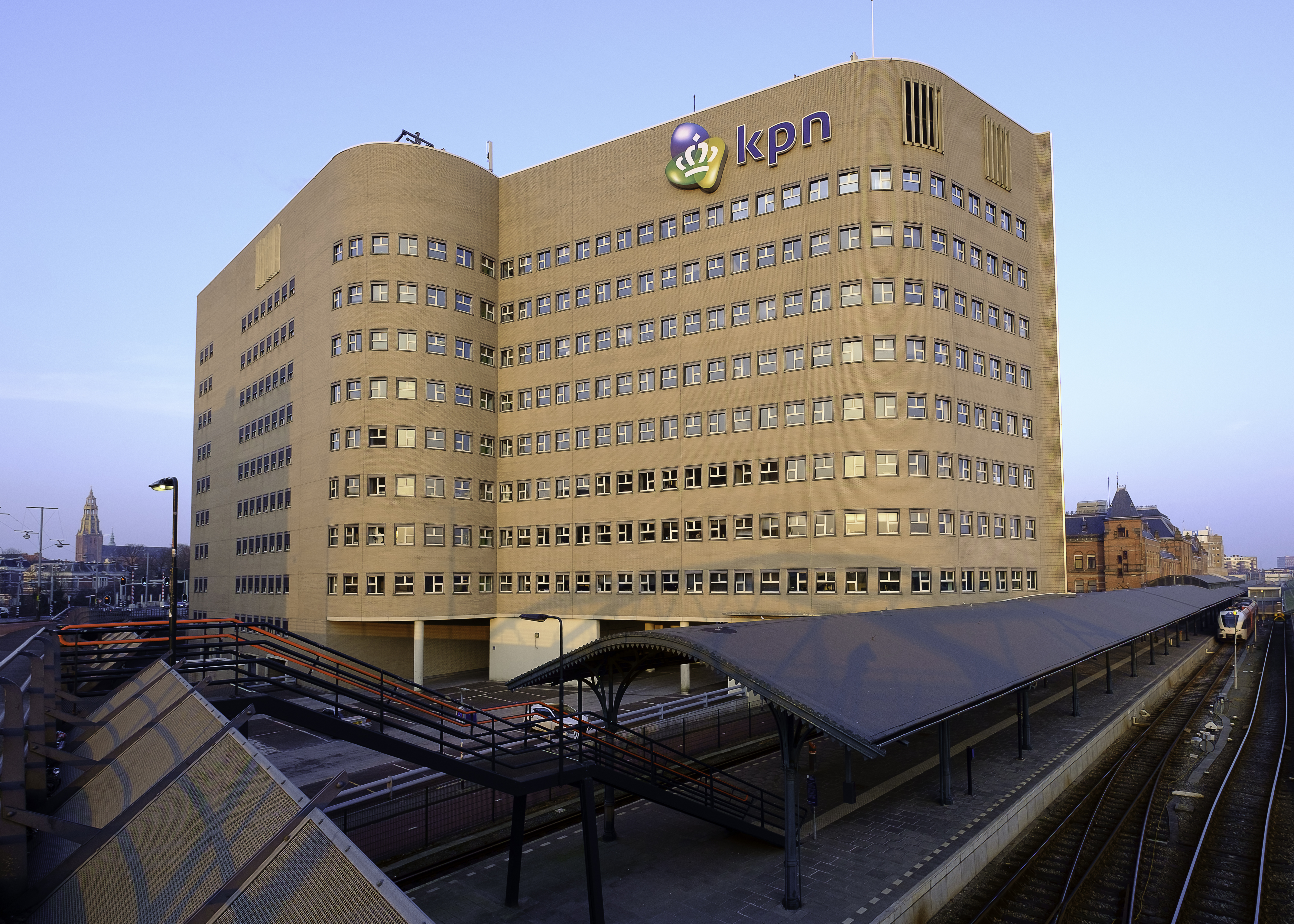
Het voormalige PTT kantoor, nu KPN Borg, in Groningen